# Pronola ectrocta
Pronola ectrocta är en fjärilsart som beskrevs av Paul Dognin 1912. Pronola ectrocta ingår i släktet Pronola och familjen björnspinnare. Inga underarter finns listade i Catalogue of Life.